# Ожерельна
Ожерельна, Ожерельна (Інженерна) — річка в Україні, у Пологівському районі Запорізької області. Ліва притока Кінської (басейн Дніпра).

## Опис
Довжина річки 24 км, похил річки — 4,5 м/км. Площа басейну 113 км².

## Розташування
Бере початок на південно-західній стороні від Нової Дачи. Тече переважно на північний захід через Ожерельне і між Новокарлівкою й Інженерного впадає у річку Кінську, ліву притоку Дніпра.
Річку перетинають автошляхи Т 0401 Н08 Т 0815